# Arcidiecéze Manfredonia-Vieste-San Giovanni Rotondo
Arcidiecéze Manfredonia-Vieste-San Giovanni Rotondo (latinsky Archidioecesis Sipontina-Vestana-Sancti Ioannis Rotundi) je římskokatolická nemetropolitní arcidiecéze v italské oblasti Apulie, která tvoří součást Církevní oblasti Apulie. Je sufragánní vůči arcidiecézi Foggia-Bovino.

## Stručná historie
Podle tradice založil křesťanskou komunitu v antickém Sipontu (dn. Manfredonia) sám apoštol Petr, který měl také vysvětil prvního biskupa, sv. Justina. Prvním historicky doloženým biskupem je ovšem Felix v polovině 5. století. Město Siponto bylo zničeno roku 663, zanikla i diecéze, jejíž teritorium i titul byly připojeny k arcidiecézi Benevento. K obnovení sipontinské diecéze došlo až v 11. století, Siponto ovšem znovu takřka zaniklo a arcibiskupské sídlo bylo ve 13. století přeneseno do nově vzniklého města Manfredonia.
Diecéze ve Vieste je doložena už na konci 10. nebo začátku 11. století, byla sufragánní vůči Sipontu, a šlo o malou diecézi s nízkými příjmy. V roce 1818 byla dána do trvalé správy arcibiskupům manfredonským. 
Roku 1933 byly obě diecéze připojeny do církevní oblasti Benevento, roku 1938 byly k arcidiecézi Manfredonia připojeny Tremitské ostrovy. Roku 1979 manfredonská arcidiecéze ztratila metropolitní důstojnost, a spolu s diecézí Vieste se stala součástí provincie Foggia-Bovino. Roku 1986 byly obě diecéze sjednoceny plena unione, v roce 2002 byl z úcty ke sv. otci Piovi připojen i titul San Giovanni Rotondo.  